# EJay
eJay est une série de jeux de rythme principalement développée sur Microsoft Windows, et une fois sur PlayStation 2.

## Développement
La première édition, Dance eJay, est sortie en 1997. Elle prend en charge huit pistes audio et, comme ses successeurs, permet d'arranger des extraits sonores par une interface de type « glisser-déposer »,. Depuis la première édition de Dance eJay, il y a eu de nombreuses versions destinées à différents genres musicaux et utilisateurs, y compris la techno et le hip-hop, ainsi qu'une édition pour PlayStation 2 appelée eJay Clubworld sortie le 30 août 2002 en Europe et le 30 juillet 2003 en Amérique du Nord<.
Dans l'édition PlayStation 2, il est possible de choisir parmi différents genres musicaux qui sont en fait dédiés à un club situé dans un endroit particulier du monde réel (d'où le sous-titre Clubworld) qui joue ce genre musical particulier. Par exemple, à Brooklyn, New York, aux États-Unis, le club s'appellerait Brooklyn et jouerait du hip-hop ; en réalité, c'est à New York que le hip-hop est née, mais dans un autre quartier de la ville appelé Bronxville (le Bronx), et le joueur produirait et jouerait de la musique hip-hop s'il sélectionnait le club/genre musical en question.
En mai 2009, une note publiée sur la page Facebook officielle d'eJay indiquait qu'Empire Interactive Europe Limited, la société qui détenait et développait les produits eJay, était sous administration judiciaire. Le 15 octobre 2010, trois produits eJay sont réédités : Hip Hop 5, Dance 6 et DJ Mixstation 4, Hip Hop 5 et Dance 6 ayant désormais deux fois plus d'échantillons sonores qu'à l'origine (10 000 au lieu de 5 000). À la même date, un nouveau logiciel appelé Video and Music Exchange est lancé. En date de 2022, eJay est une marque déposée de Yelsi AG.

## Séries
| Titre                 | Type              | Sortie  | Développeur         |
| --------------------- | ----------------- | ------- | ------------------- |
| Dance eJay            | Création musicale | 1997    | eJay GmBH           |
| Rave eJay             | Création musicale | 1998    | eJay GmBH           |
| Dance 2               | Création musicale | 1999    | eJay GmBH           |
| Hiphop eJay           | Création musicale | 1999    | eJay GmBH           |
| Techno eJay           | Création musicale | 1999    | eJay GmBH           |
| Dance 2+              | Création musicale | 2000    | eJay GmBH           |
| Dance 3               | Création musicale | 2000    | eJay GmBH           |
| Hiphop 2              | Création musicale | 2000    | eJay GmBH           |
| Techno 2              | Création musicale | 2000    | eJay GmBH           |
| 360 Xtreme Soundtraxx | Création musicale | 2001    | eJay GmBH           |
| Dance 4               | Création musicale | 2001    | eJay GmBH           |
| Dance 5               | Création musicale | 2001    | eJay GmBH           |
| Hiphop 3              | Création musicale | 2001    | eJay GmBH           |
| Dance 6               | Création musicale | 2002    | eJay GmBH           |
| DJ Mixstation         | DJing             | 2002    | Atomix              |
| Techno 3              | Création musicale | 2002    | eJay GmBH           |
| DJ Mixstation 2       | DJing             | 2003    | Atomix              |
| Hiphop 4              | Création musicale | 2003    | eJay GmBH           |
| DJ Mixstation 3       | DJing             | 2004    | Atomix              |
| Hiphop 5              | Création musicale | 2004    | eJay GmBH           |
| Techno 4              | Création musicale | 2004    | eJay GmBH           |
| Dance 7               | Création musicale | 2005    | Checkmate Solutions |
| Hiphop 6              | Création musicale | 2005    | Checkmate Solutions |
| Techno 5              | Création musicale | 2006    | Checkmate Solutions |
| Rave 1                | Création musicale | 2007    | eJay GmBH           |
| House 1               | Création musicale | 2007    | eJay GmBH           |
| R & B 1               | Création musicale | 2007    | Tantrumedia         |
| Virtual Music Studio  | Création musicale | 2007    | Tantrumedia         |
| Virtual Music Manager | Création musicale | 2007    | Helium              |
| DJ Mixstation 4       | DJing             | 2008    | MixVibes            |
| Virtual Sounds 1      | Échantillonnage   | 2008    | eJay                |
| Virtual Sounds 2      | Échantillonnage   | 2008    | eJay                |
| Virtual Sounds 3      | Échantillonnage   | 2008    | eJay                |
| eQuality              | Création musicale | Annulée | Tantrumedia         |